# Leptosphaeria asparagi
Leptosphaeria asparagi är en svampart som beskrevs av Pass. . Leptosphaeria asparagi ingår i släktet Leptosphaeria och familjen Leptosphaeriaceae.   Inga underarter finns listade i Catalogue of Life.